# Sverre Løken
Sverre Bertrand Løken (Bærum, 27 de julio de 1960) es un deportista noruego que compitió en remo.
Participó en los Juegos Olímpicos de Los Ángeles 1984, obteniendo una medalla de bronce en la prueba de dos sin timonel. Ganó dos medallas en el Campeonato Mundial de Remo, oro en 1982 y bronce en 1983.

## Palmarés internacional
| Juegos Olímpicos   | Juegos Olímpicos             | Juegos Olímpicos  | Juegos Olímpicos |
| Año                | Lugar                        | Medalla           | Prueba           |
| ------------------ | ---------------------------- | ----------------- | ---------------- |
| 1984               | Los Ángeles (Estados Unidos) | Medalla de bronce | Dos sin timonel  |
| Campeonato Mundial |                              |                   |                  |
| Año                | Lugar                        | Medalla           | Prueba           |
| 1982               | Lucerna (Suiza)              | Medalla de oro    | Dos sin timonel  |
| 1983               | Duisburgo (RFA)              | Medalla de bronce | Dos sin timonel  |